# Prefettura apostolica di Shaowu
La prefettura apostolica di Shaowu (in latino Praefectura Apostolica Shaovuensis) è una sede della Chiesa cattolica in Cina. Nel 1950 contava 5.112 battezzati su 300.000 abitanti. È retta dal vescovo Pietro Wu Yishun.

## Territorio
La prefettura apostolica si trova nella parte nord-occidentale della provincia cinese di Fujian, chiamata Minbei.
Sede prefettizia è la città di Shaowu, nella prefettura di Nanping.

## Storia
La missione sui iuris di Shaowu fu eretta il 18 luglio 1929 con il breve Concreditum Nobis di papa Pio XI, ricavandone il territorio dal vicariato apostolico di Fuzhou (oggi arcidiocesi).
Il 21 maggio 1938 la missione sui iuris è stata elevata al rango di prefettura apostolica con la bolla In infidelium regiones dello stesso papa Pio XI.
Il 16 dicembre 2023, dopo sessant'anni di sede vacante e oltre settant'anni dall'espulsione dei missionari salvatoriani, la prefettura apostolica ha avuto un nuovo vescovo, nominato da papa Francesco secondo la procedura prevista dall'accordo provvisorio tra la Santa Sede e la Repubblica popolare cinese sulla nomina dei vescovi.

## Cronotassi dei vescovi
Si omettono i periodi di sede vacante non superiori ai 2 anni o non storicamente accertati.
- Heribert Aloysius Theodor Winkler, S.D.S. † (9 gennaio 1930 - 21 maggio 1938 deceduto)
- Inigo Maximilian König, S.D.S. † (21 maggio 1938 - 13 agosto 1964 deceduto)
  - Sede vacante (1964-2023)
- Pietro Wu Yishun, dal 16 dicembre 2023[3]

## Statistiche
La prefettura apostolica nel 1950 su una popolazione di 300.000 persone contava 5.112 battezzati, corrispondenti all'1,7% del totale.
| anno | popolazione | popolazione | popolazione | presbiteri | presbiteri | presbiteri | presbiteri                | diaconi | religiosi | religiosi | parrocchie |
| anno | battezzati  | totale      | %           | numero     | secolari   | regolari   | battezzati per presbitero | diaconi | uomini    | donne     | parrocchie |
| ---- | ----------- | ----------- | ----------- | ---------- | ---------- | ---------- | ------------------------- | ------- | --------- | --------- | ---------- |
| 1950 | 5.112       | 300.000     | 1,7         | 23         | 4          | 19         | 222                       |         | 8         | 5         | 10         |